# Beşkardeş, Kulu
Beşkardeş là một xã thuộc huyện Kulu, tỉnh Konya, Thổ Nhĩ Kỳ. Dân số thời điểm năm 2011 là 1.024 người.